# Agrochola trapezoides
Agrochola trapezoides là một loài bướm đêm trong họ Noctuidae.